# Pygolabis weeliwolli
Pygolabis weeliwolli är en kräftdjursart som beskrevs av Keable och Wilson 2006. Pygolabis weeliwolli ingår i släktet Pygolabis och familjen Tainisopidae. Inga underarter finns listade i Catalogue of Life.